# 見晴駅
見晴駅（みはらしえき）は、群馬県渋川市伊香保町伊香保の物聞山山頂（上ノ山公園）にある伊香保ロープウェイの駅である。

## 駅周辺の建物等
- 上ノ山公園（見晴駅も上ノ山公園の一部）
- 群馬県総合スポーツセンター伊香保リンク
- 物聞山
- 見晴台（見晴台も上ノ山公園の一部）

以下は上ノ山公園からの遊歩道を降りた場所
- 伊香保温泉飲泉所
- 伊香保温泉石段街
- 伊香保神社

## 歴史
- 1962年（昭和37年）7月 - 開業
- 2006年（平成18年）2月20日 - 市町村合併により、伊香保町営より渋川市営となる。

## 隣の駅
伊香保ロープウェイ
不如帰駅 - 見晴駅